# Return of the Obra Dinn
Return of the Obra Dinn è un videogioco rompicapo sviluppato e pubblicato dalla 3909 LLC, studio guidato dal designer Lucas Pope. È il secondo videogioco pubblicato da Lucas Pope, dopo Papers, Please, ed è stato pubblicato il 18 ottobre 2018 per Microsoft Windows e macOS ed esattamente un anno dopo per Nintendo Switch, Xbox One e PlayStation 4.
Return of the Obra Dinn è ambientato a bordo di una immaginaria nave fantasma della Compagnia britannica delle Indie orientali, il cui equipaggio e passeggeri sono morti misteriosamente, e l'obiettivo del gioco è quello di scoprire come. Il giocatore, in qualità di agente della compagnia di navigazione che valuta cosa è successo, utilizza una combinazione di ragionamento deduttivo e l'uso di un cronometro Memento Mortem per tornare al momento della morte di un membro dell'equipaggio per determinare l'identità di ciascuno dei sessanta membri dell'equipaggio, come e dove sono morti e, in caso di morte non accidentale, il nome del loro assassino. Il gioco, giocato in prima persona, utilizza uno stile grafico monocromatico a 1 bit ispirato ai giochi sui primi sistemi Macintosh.

## Trama
In Return of the Obra Dinn, il giocatore assume il ruolo di regolatore delle assicurazioni per l'ufficio londinese East India Company nel 1807. L'Obra Dinn, assicurato dalla Compagnia delle Indie Orientali, era stato disperso nel 1802 mentre andava verso Capo di Buona Speranza, ma fu rinvenuto senza nessuno dei suoi sessanta uomini in vita. Il giocatore ha il compito di determinare il destino di tutti i membri dell'equipaggio, compresi i loro nomi, dove e come hanno incontrato il loro destino, e se sono stati uccisi, da chi.

## Modalità di gioco
Il gioco è giocato da una visuale in prima persona, permettendo al giocatore di esplorare l'Obra Dinn, usando uno stile di dithering monocromatico che imita lo stile dei giochi del vecchio Macintosh per simulare l'ombreggiatura e il colore. Per aiutare a completare il compito, al giocatore viene dato un registro che include un disegno di tutti i membri dell'equipaggio, l'elenco dell'equipaggio e i layout della nave. Viene anche dato il "Memento Mortem", un dispositivo simile ad un orologio da tasca che si attiva quando il giocatore incontra uno dei cadaveri sulla nave. Il Memento Mortem riproduce l'audio dei momenti prima della morte della persona, quindi dà al giocatore alcuni momenti per esplorare l'area intorno al momento della morte per identificare chi era presente e altri dettagli visivi. Una volta che i giocatori hanno visto ogni momento, il libro di bordo riempie automaticamente alcuni dettagli di quell'evento (come la posizione, l'identità visiva dei membri dell'equipaggio presenti all'evento e il dialogo ascoltato nei momenti prima della morte), permettendo al giocatore di fare riferimento a queste informazioni con altre informazioni già apprese. In alcuni casi, Memento Mortem reagirà seguendo questo processo per rivelare un'altra morte correlata, guidando il giocatore a dove giace quel cadavere prima di ripetere il processo investigativo. Alcune sezioni della nave non sono disponibili finché il giocatore non ha osservato tutti i momenti di morte in una determinata area. Il giocatore può rivedere questi ricordi in qualsiasi momento per osservare eventuali nuovi indizi che potrebbero essersi persi dopo un'indagine successiva.
Return of the Obra Dinn è un grande puzzle logico che richiede al giocatore di usare un ragionamento deduttivo per determinare il destino di ciascun membro dell'equipaggio; i destini sono selezionati da un elenco predefinito di verbi - poiché alcuni dei decessi sono visivamente ambigui, il gioco consente un margine di manovra e accetta più di una soluzione. Il gioco non fornisce indizi espliciti su come ciascun membro dell'equipaggio è morto o su chi esso sia, richiedendo al giocatore di limitare le possibilità per esclusione. Il giocatore può perfezionare le sue ipotesi mentre ottiene maggiori informazioni; il gioco è finito solo una volta che il giocatore ha identificato correttamente i nomi e i destini di tutto l'equipaggio. Quando un giocatore ha stabilito correttamente i nomi e le ragioni della morte per almeno tre soggetti, il gioco conferma queste informazioni al giocatore, bloccando tali modifiche e riducendo efficacemente la complessità del puzzle.